# Kloster Petersberg (Petersberg)

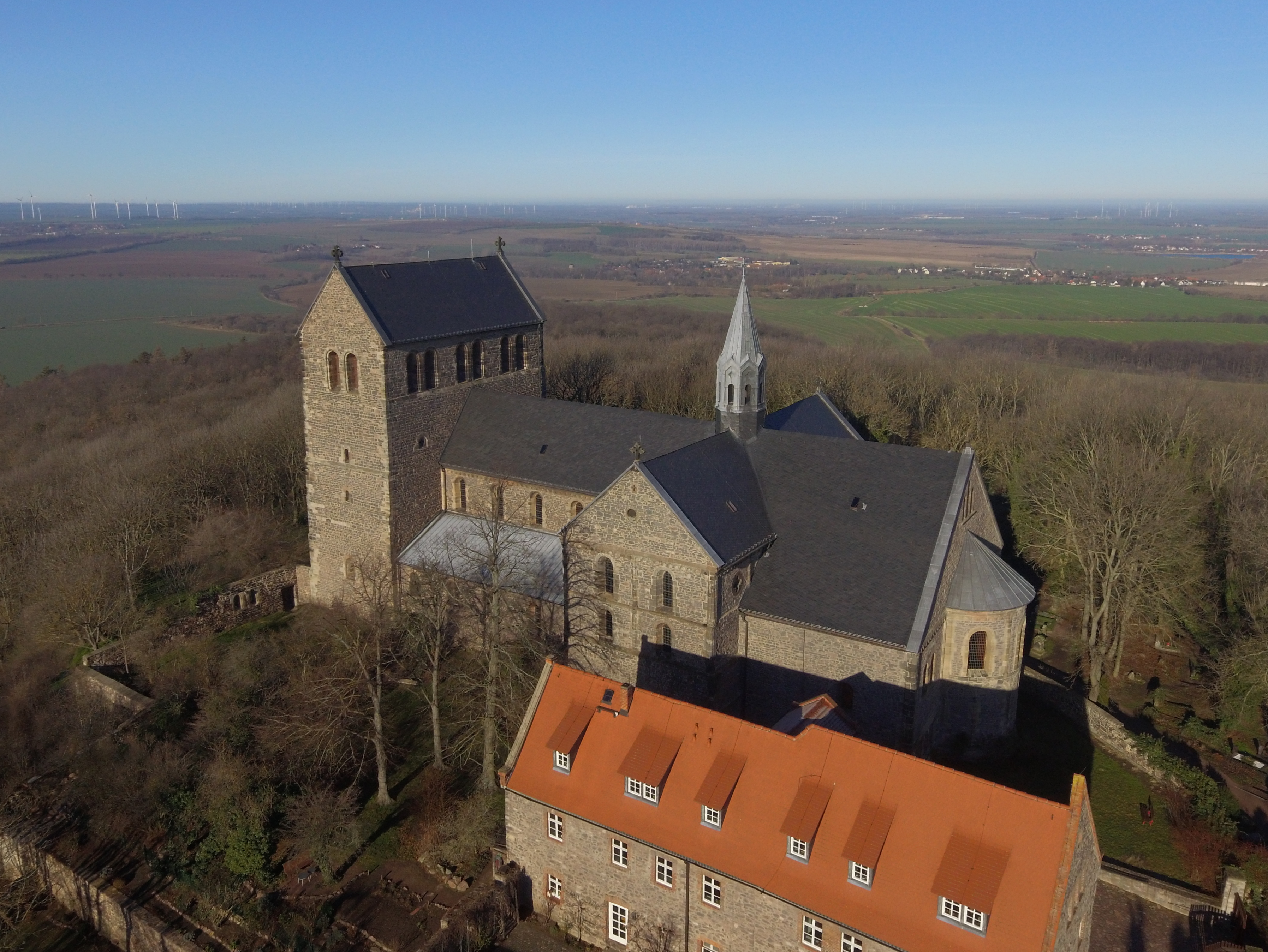
Stiftsbasilika St. Petrus im Luftbild von Südosten

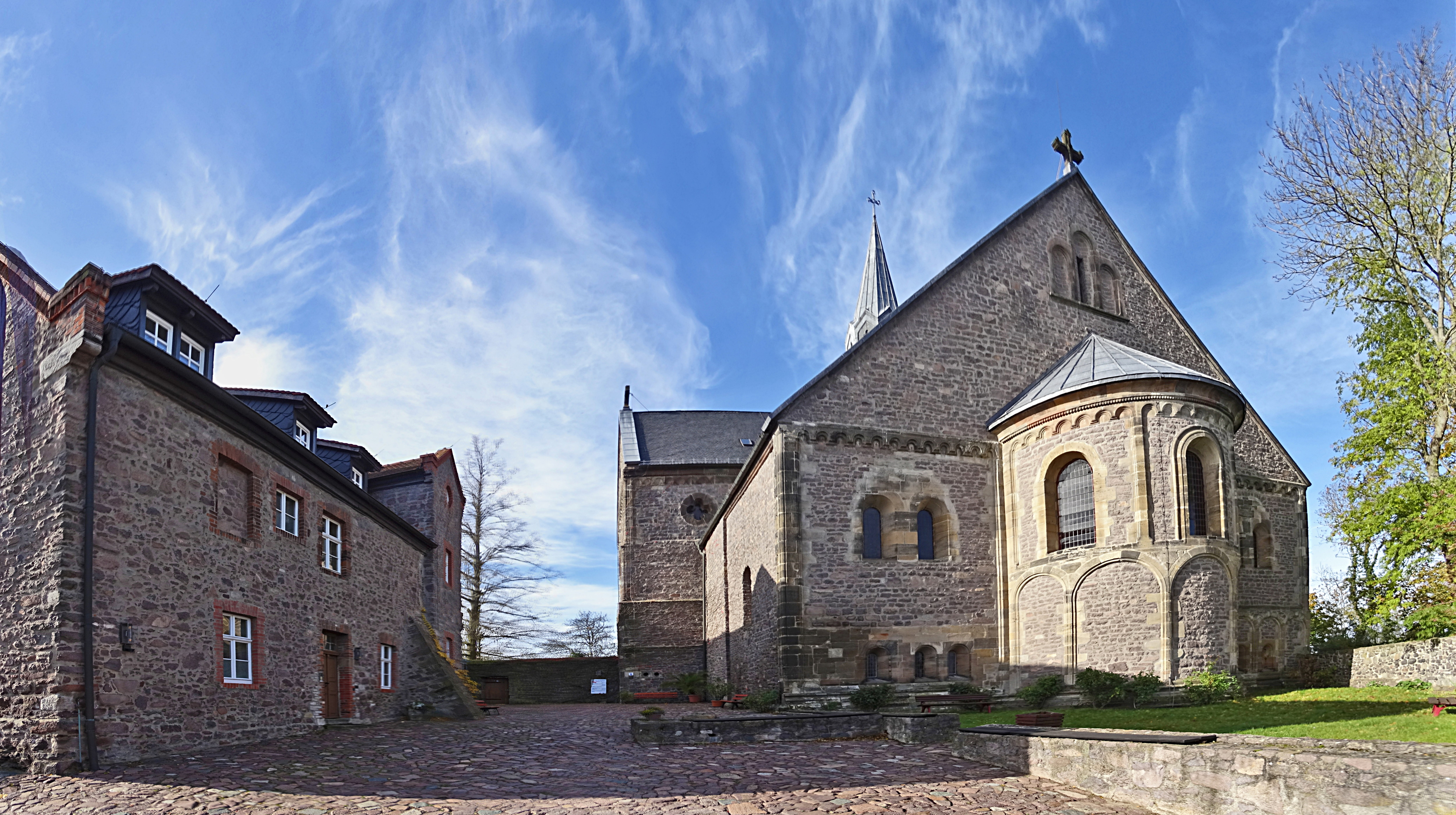
Ansicht von Osten

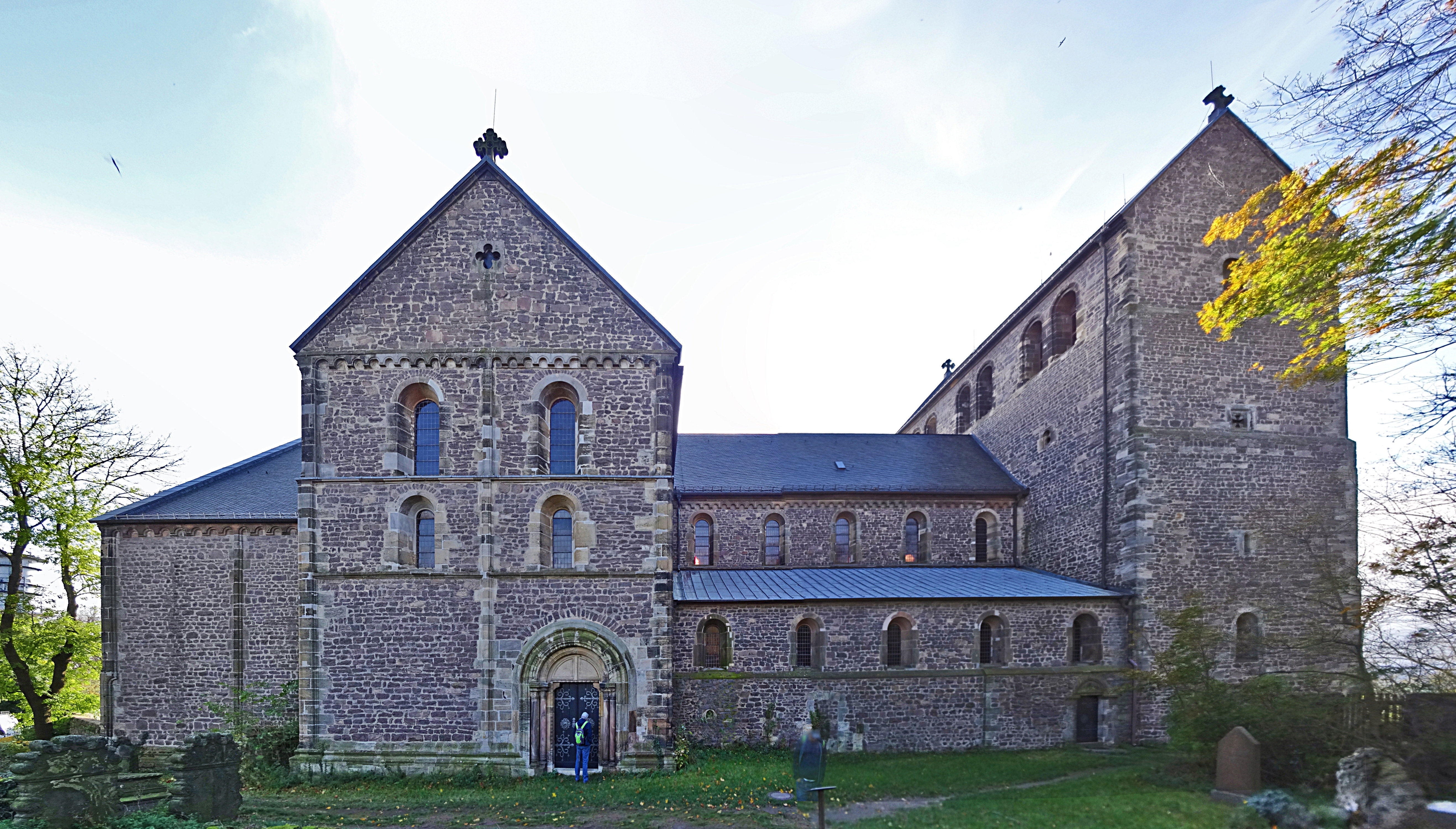
Ansicht von Norden

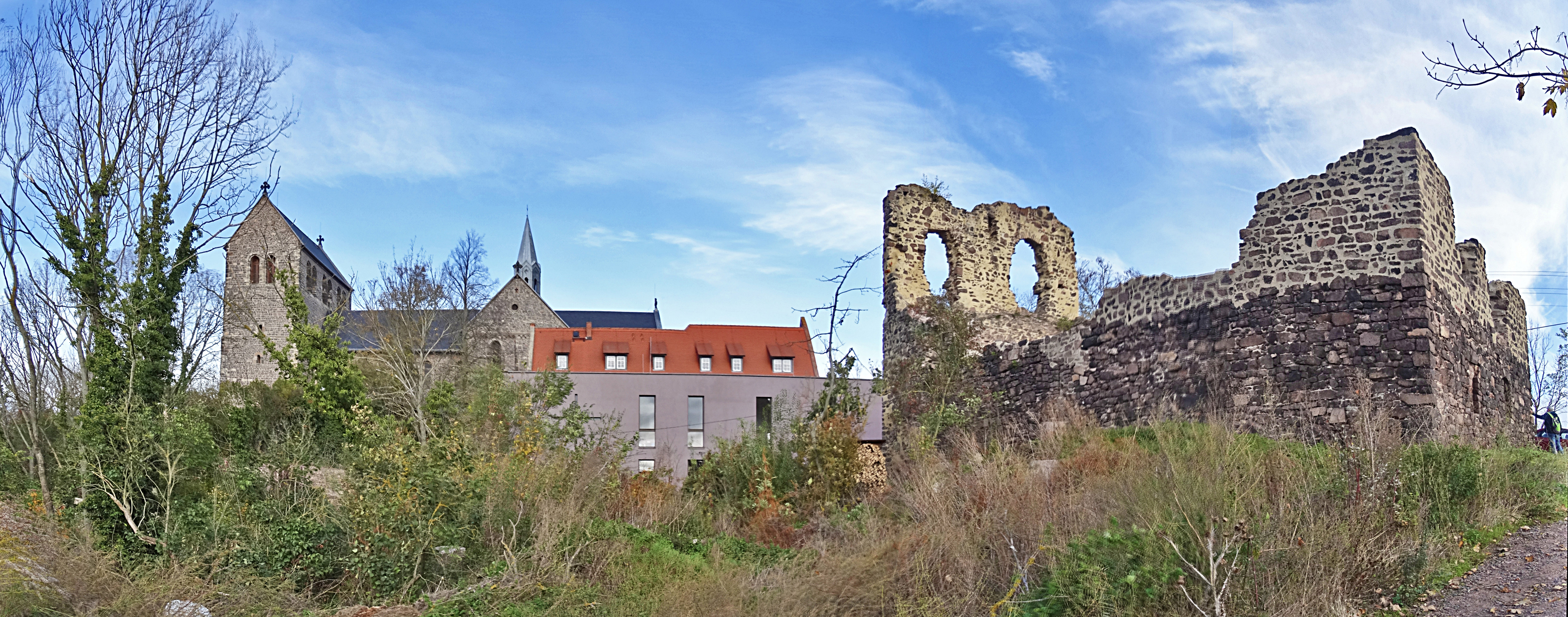
Stiftskirche St. Peter und Hospiz-Ruine

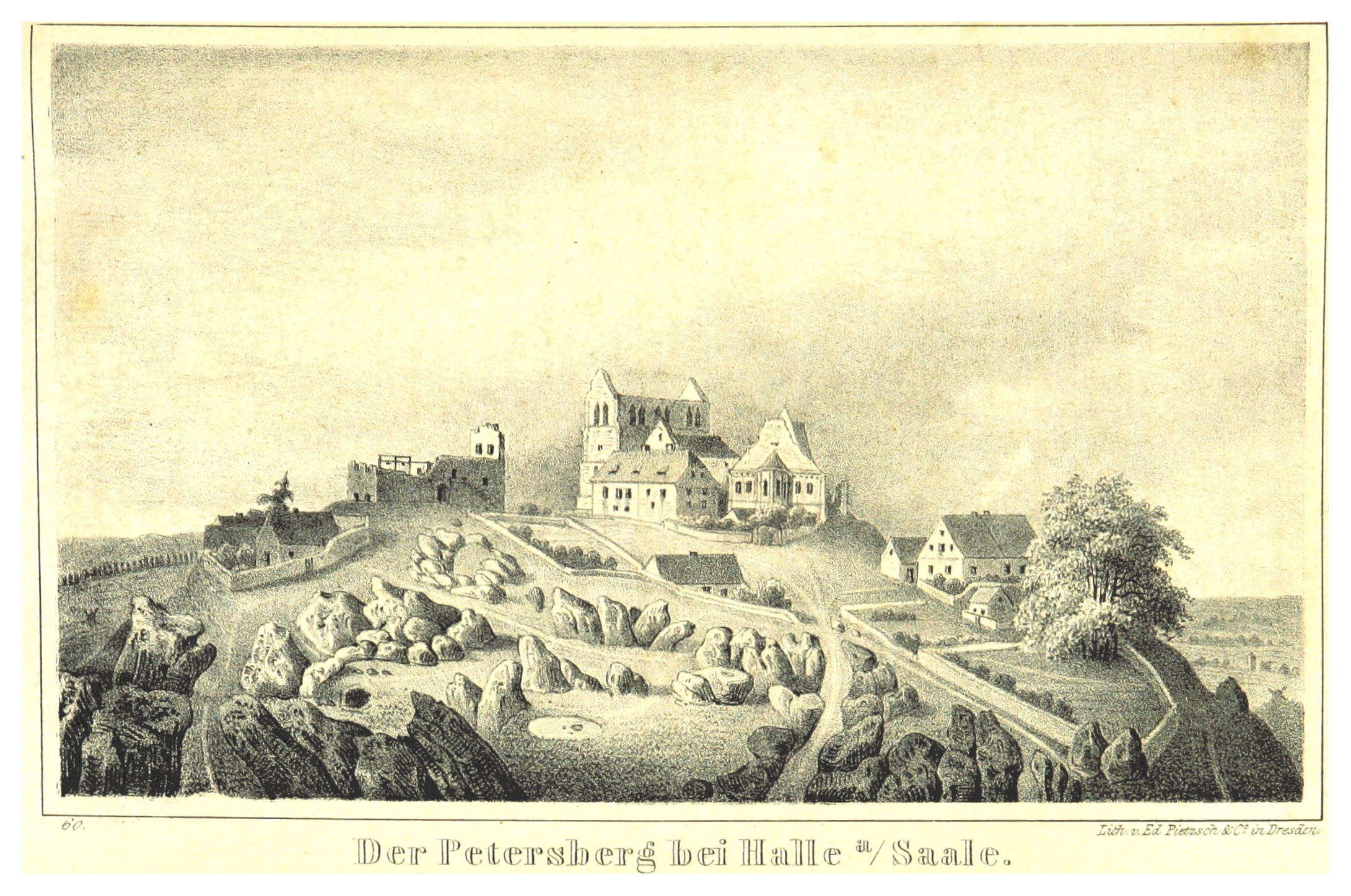
Gesamtansicht der Klosterruine, um 1830

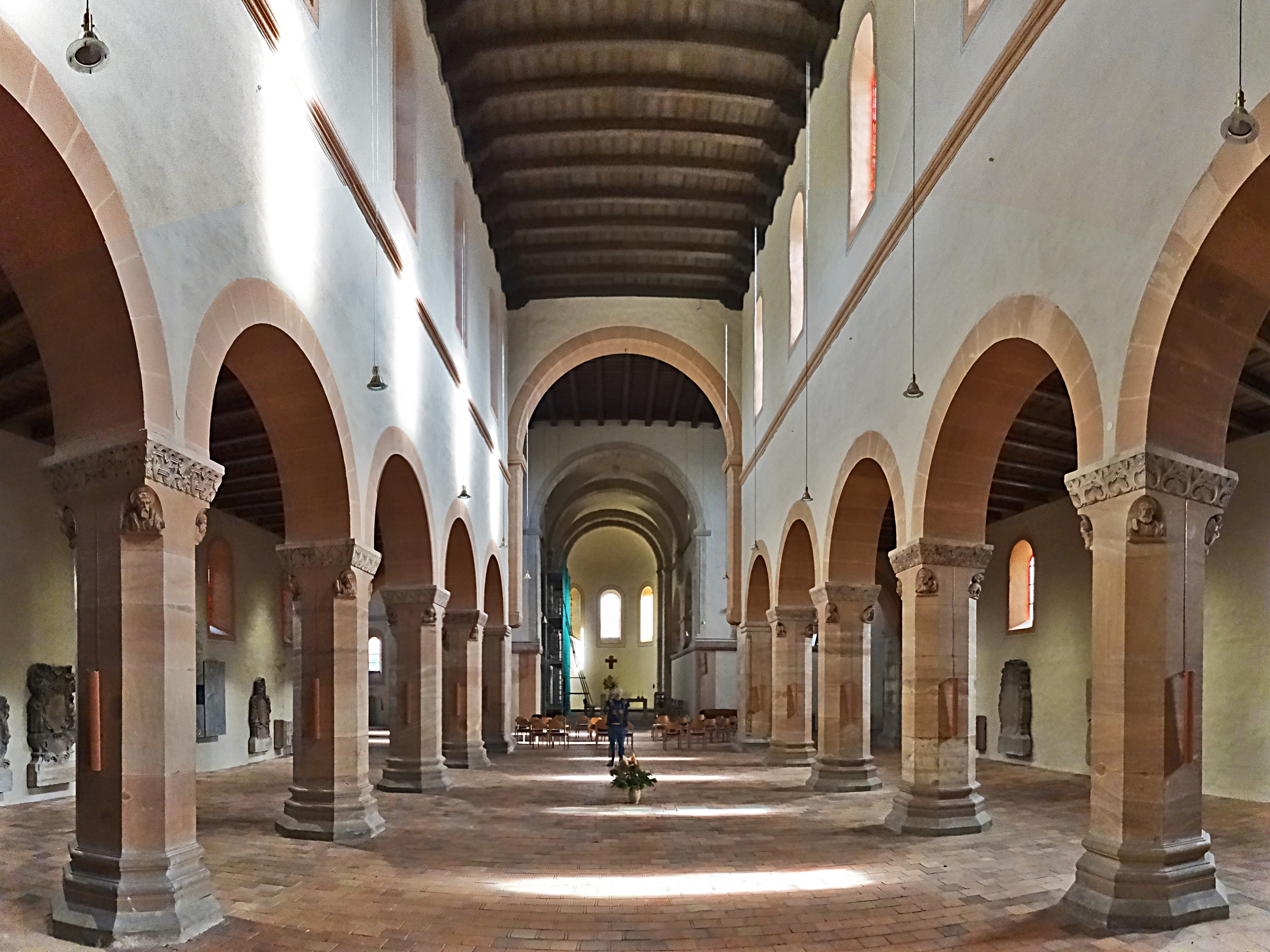
Langhaus mit Blick zum Chor

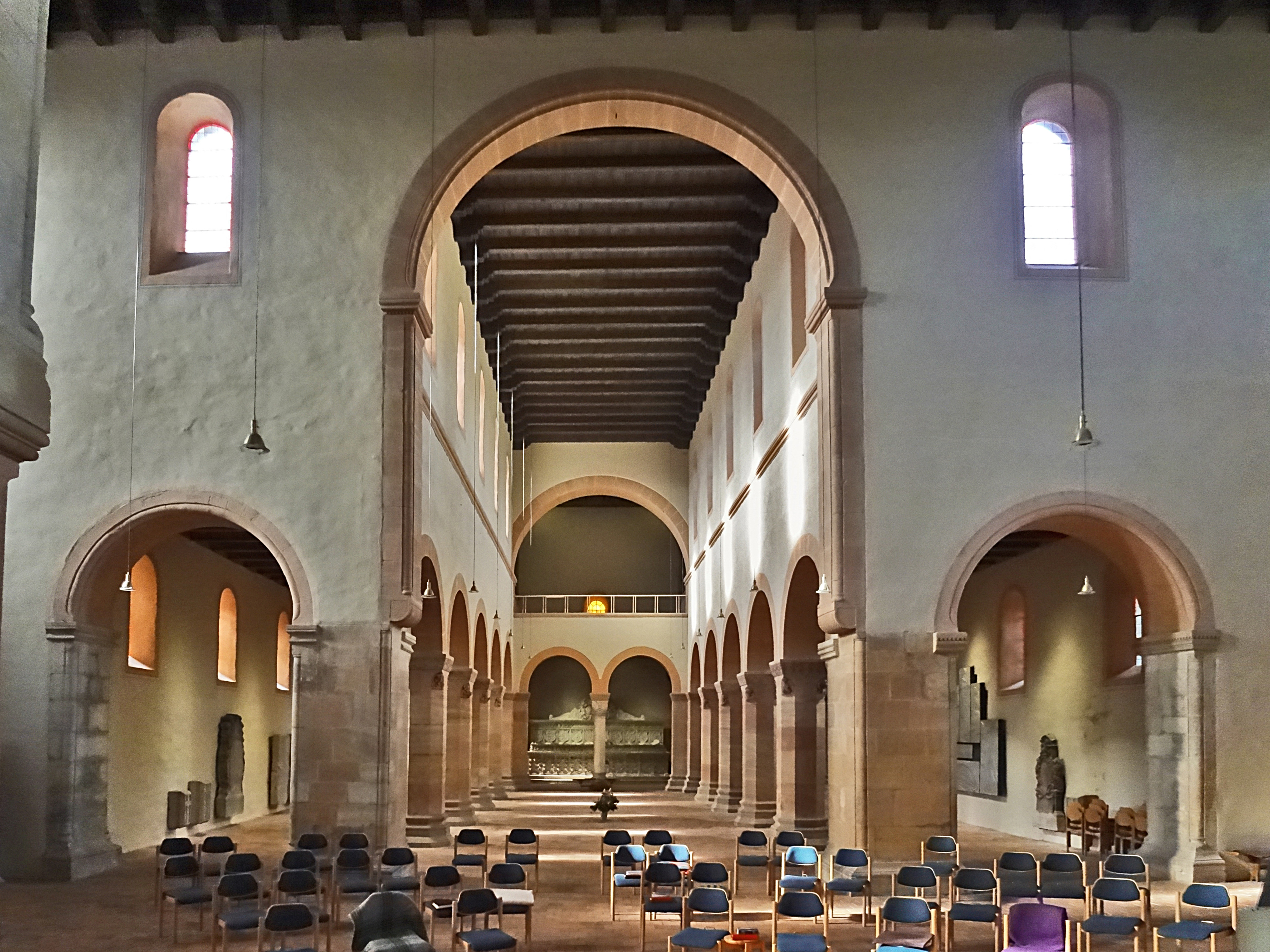
Langhaus mit Blick nach Westen

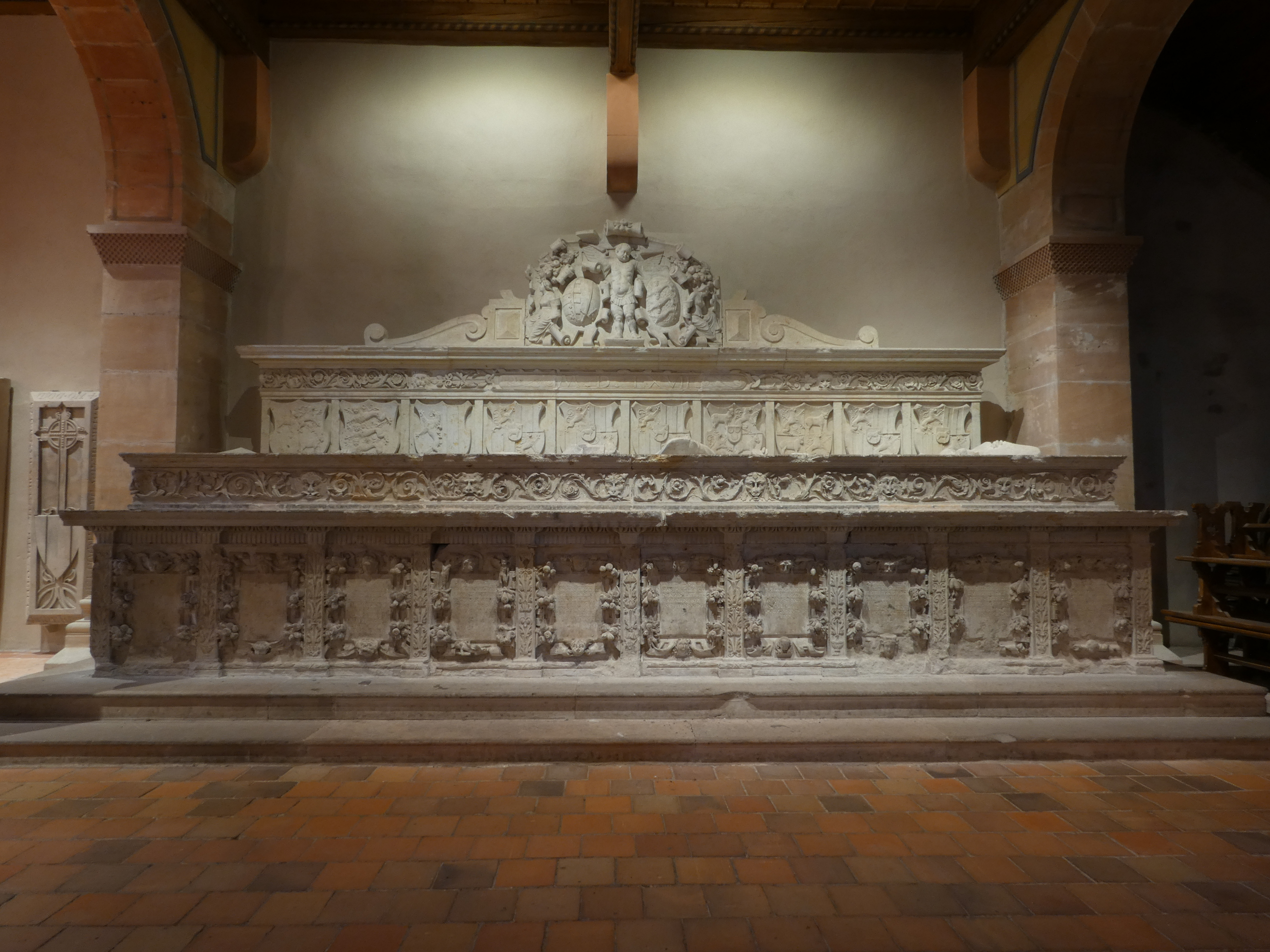
Kenotaph von Hans Walther II., um 1567

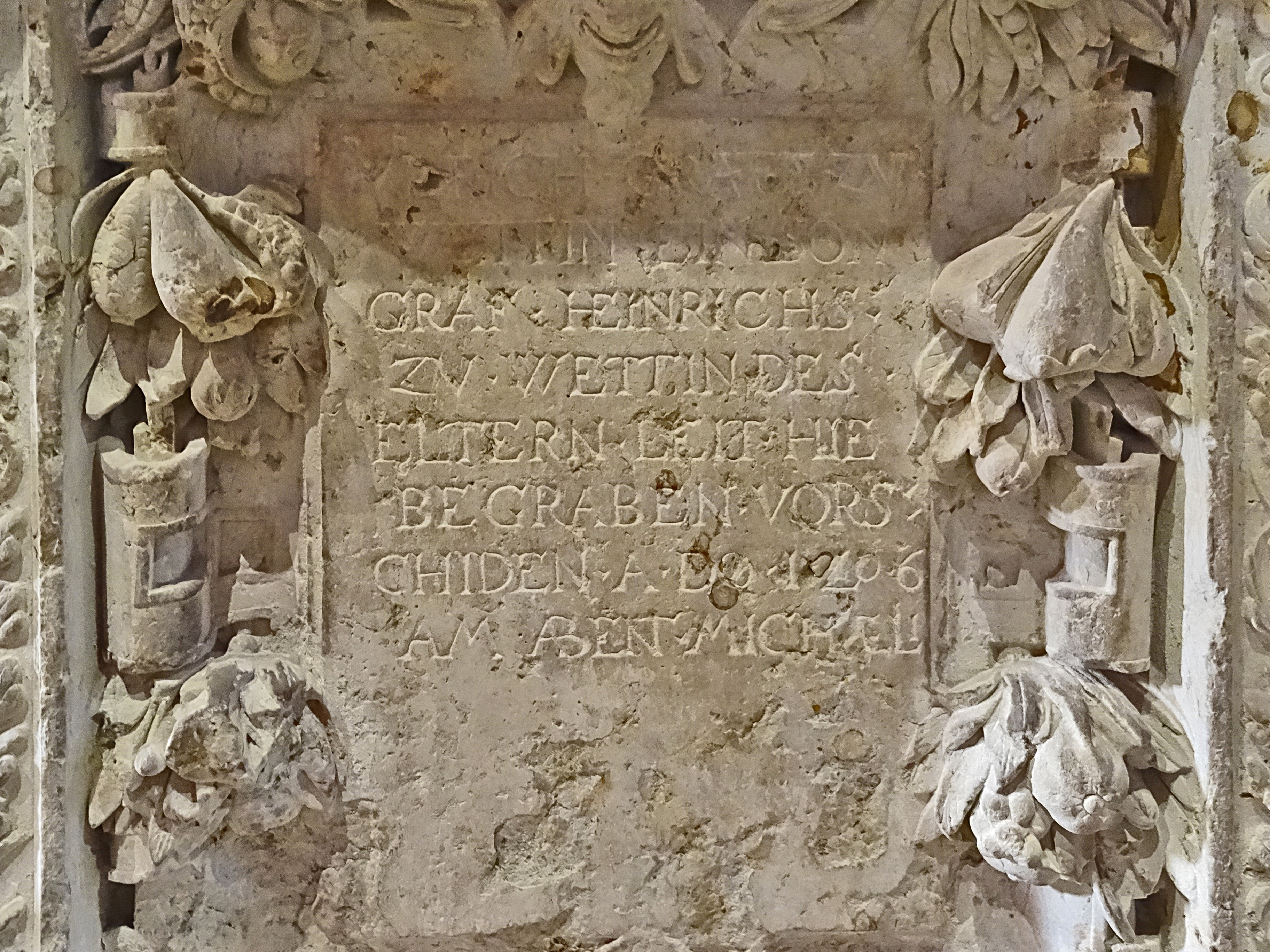
Detail des Kenotaphs

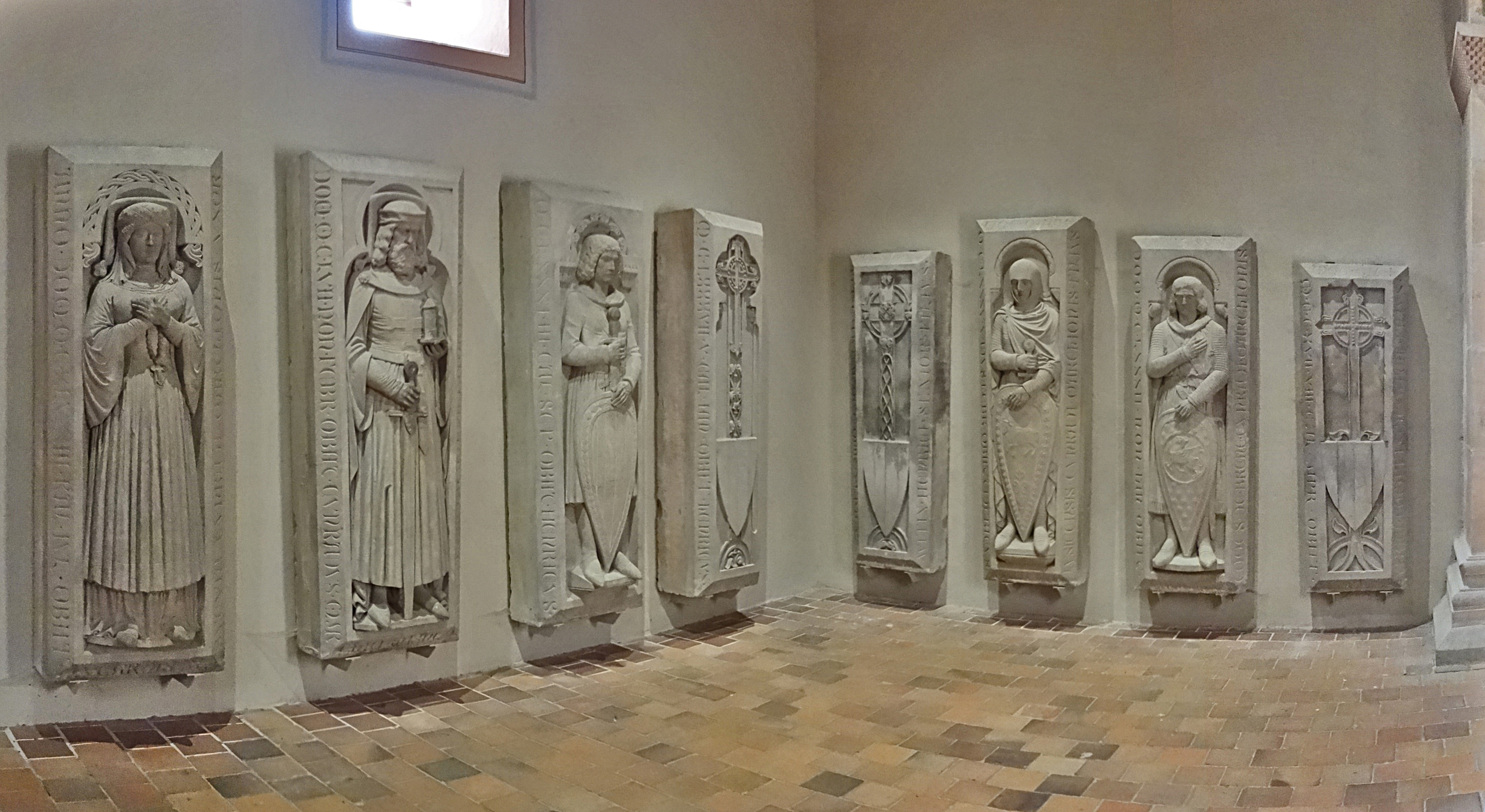
Grabplatten der wettinischen Stifterfamilie

Das Kloster Petersberg (früher auch: Kloster Lauterberg) auf der höchsten Erhebung des Saalekreises, dem Petersberg in der Gemeinde Petersberg, ist seit 1999 ein Kloster der Communität Christusbruderschaft Selbitz. Vor fast tausend Jahren als Erbgrablege der Wettiner zur Pflege des wettinischen Totengedenkens und zur Festigung des Ortes als religiöses und ideelles Repräsentationszentrum der wettinischen Herrschaftsausübung bestimmt, beherbergt es unter anderem die Grabstätte des Begründers der ununterbrochenen wettinischen Herrschaftsfolge im Mannesstamm bis zum Ende der Monarchie 1918: die Grabstätte Konrad des Großen und seiner Frau Luitgard, geb. von Ravenstein.

## Geschichte

### Mittelalter
Bis zum späten Mittelalter ist der Petersberg als Lauterberg bekannt. Spätestens 1218 taucht die Bezeichnung „Sankt Peter auf dem heiteren Berg“ auf. Archäologen vermuten auf dem Berg eine befestigte Höhensiedlung, die während des 8. und 9. Jahrhunderts zu einer slawischen Kultstätte ausgebaut wurde. Offenbar umschloss eine Fluchtburg mit ihren Burgwällen ein slawisches Heiligtum, das sich damit auf der höchsten Erhebung des von Slawen besiedelten Landes zwischen Harz und Oder, Erzgebirge und Ostsee befand.
Um 1100 errichtete das Erzbistum Magdeburg auf dem Lauterberg eine kleine Kapelle. Reste dieser runden, romanischen Cappella vetus (lat., „alte Kapelle“) sind noch heute auf dem Klosterfriedhof erkennbar. Der Lauterberger Chronist teilt zum Jahre 1124 mit, dass der Bruder Konrad des Großen, Graf Dedo IV. von Wettin, auf dem mons serenus (Lauterberg) ein Simon Petrus geweihtes Augustiner-Chorherrenstift gegründet hätte und ihm einen Teil der Einkünfte aus seinem Allodialbesitz übertrug. Nachdem König Heinrich IV. (HRR) den Wettinern seit 1069 jede Expansion ihres Herrschaftsgebietes westlich der Saale versperrt hatte, schien die Orientierung der Wettiner auf das Gebiet östlich der Saale und auf die höchste Erhebung des Saalekreises zur Errichtung eines Klosters sinnvoll: Sie wollten hier in der Nähe ihrer Stammburg Wettin eine würdige Begräbnisstätte schaffen, die unter anderem auch zur Pflege des wettinischen Totengedenkens und zur Festigung des Ortes als religiöses und ideelles Repräsentationszentrum der wettinischen Herrschaftsausübung dienen sollte. Da war sinnvoll an einen bereits vorhandenen Kultort anzuschließen. Bis zum Bau der Stiftsbasilika konnte die Alte Kapelle als Gotteshaus genutzt werden. Die Christianisierung der noch weitestgehend heidnischen slawischen Bevölkerung um den Petersberg stellte eine große Herausforderung dar. Die damals asketisch orientierte Bewegung des Christentums trug mit dazu bei, jede nur mögliche Expansion klösterlicher Niederlassungen als religiöse Pflicht anzusehen. Auf Rat der Bischöfe von Magdeburg und Merseburg nahm Graf Dedo IV. von Wettin vor seiner Wallfahrt ins Heilige Land auch seine Frau Bertha, die er verstoßen hatte, in Ehren wieder auf. Die Wallfahrt und die Gründung des Lauterberger Stifts können demnach auch als Sühne für die Verfehlungen, die er an seiner Frau begangen hatte, angesehen werden. Seinen Bruder Konrad Markgraf von Meißen bestellte er zum Vollstrecker des frommen Vorhabens. Da jedoch Dedo IV. auf dem Rückweg von Jerusalem verstarb, setzte Konrad der Große den Wunsch seines Bruders in die Tat um. Er wird deshalb als der eigentliche Stifter des Augustiner-Chorherrenstifts Kloster Petersberg angesehen.
Konrad bezeichnete sich als Marchio Saxioniae (lat., „Markgraf Sachsens“) und als „durch Gottes Gnade unter den Fürsten Sachsens alleiniger Besitzer und Schützer der Mark Meißen“ (der auch seine Heimat, die Grafschaft Wettin angehörte). Er wurde der mächtigste Fürst zwischen Saale und Oder, beteiligte sich 1147 am Wendenkreuzzug zur Christianisierung der Slawen und beförderte 1145 durch den Besuch der Heiligen Stätten in Jerusalem sein Seelenheil. Konrad und seine Gemahlin Luitgard (Lukardis) statten das am 7. März 1128 von Honorius II. bestätigte und zugleich in das Eigentum und den Schutz des Heiligen Stuhls übergegangene regulierte Klosterstift Petersberg mit einem umfangreichen Besitz aus: die Kapellen in Löbejün mit 26 Hufen, in Ostrau mit 4 Hufen und von seinem Eigengut 120 Hufen. Über seine Frau Luitgard Markgräfin von Meißen erhielt das Stift 18 Hufen in Hitzkendorf, 13 Hufen in Salzmünde, 6 Hufen in Uden, 5 Hufen in Pfützthal und 2 Hufen in Plötz. Dem Lautenberger Konvent erteilte Konrad zwar das Recht der freien Propstwahl, mischte sich aber in den Jahren 1128, 1137 und 1151 aktiv in das Wahlgeschehen ein. Die geistliche Jurisdiktion und das Weiherecht legte er in die Hände des Erzbischofs von Magdeburg. Das Vogtrecht beanspruchte er für sich und seine Nachkommen. Bis zum Jahr 1224 standen, bedingt durch den hohen Anteil der slawischen Bewohner, missionarische Aufgaben im Vordergrund. So wie Konrad und seine Frau das Klosterstift mit Besitzungen ausstatteten, so haben auch ihre Nachkommen immer wieder Rechte und Grundbesitz dem Stift geschenkt.
Im Jahr 1124 als Hauskloster und Grablege der Wettiner erbaut, begann 1142 schließlich der Bau der Stiftskirche St. Petrus. Die dreischiffige, kreuzförmige Basilika hat wegen ihrer Lage am Bergrücken einen außergewöhnlichen Grundriss: das Langhaus ist nur wenig länger als der Querturm, die Seitenschiffe wirken zu breit. Am Berghang entstand die Klausur mit mehreren Kellerebenen.

„So wechselt’s in der Welt, der lange Zeit gekrieget,
 wird nun ein Mönch; der Löw’ als wie ein Lamm still lieget.“

Die Fertigstellung der Stiftskirche St. Petrus 1184 erlebte Konrad der Große nicht mehr. Als er sein nahes Ende spürte, für das er als Markgraf, als Graf, als Stifter geistlicher Institutionen, als Förderer der deutschen Ostsiedlung im Diesseits gemäß dem Römisch-katholischen Glauben und seiner Vorstellung alles getan hatte, bereitete er sich bewusst auf ein jenseitiges Leben vor. Mit Zustimmung Kaiser Friedrich I. (HRR) regelte er seine Amtsnachfolge teilte seine Reichslehen bzw. Allodialgrafschaften unter seinen fünf Söhnen auf. Im November 1156 legte er in feierlicher Form im Dom zu Meißen die Waffen und Zeichen seiner weltlichen Herrschaftsgewalt nieder und begab sich auf dem Lauterberg in das von ihm und seiner Frau so reich ausgestattete Kloster Petersberg, das er für sich und seine Nachkommen sowie die ihrer Gefolgschaft zur neuen Grabstätte bestimmt hatte und auf dessen gedeihliche Entwicklung er stets bedacht war (er hatte 1145 anlässlich der Beisetzung seiner Frau Luitgard (Lukardis) drei Altäre gestiftet und mit 18 Hufen ausstatten lassen sowie 1149 das von seinen Eltern gegründete Kloster Niemegk aufgelöst und dessen Besitz dem Kloster Petersberg geschenkt). Vor dem Altar des heiligen Petrus legte er die Kleider des Markgrafen ab. Erzbischof Wichmann kleidete ihn am Andreastag, dem 30. November 1156, in das schlichte, geistliche Mönchsgewand ein. Täglich konnte er das Grab seiner Frau besuchen, für sein Seelenheil und die täglichen Bedürfnisse des Lebens wurde in geregelten Bahnen gesorgt. Konrad lebte jedoch nicht lange im Stift. Drei Monate später, am 5. Februar 1157, starb er. Erzbischof Wichmann bestattete ihn in der Mitte der noch nicht fertiggestellten Stiftskirche St. Petrus, wo zu seiner Rechten Luitgard (Lukardis) Markgräfin von Meißen, geb. Ravenstein und nach ihr auf derselben Seite seine Schwester Mathilde, die Mutter Wichmanns, bestattet worden war. Mit Ausnahme Otto I. (des Reichen) nahmen seine Söhne und zahlreiche Gäste daran teil. Der Lauterberger Chronist beschrieb die Situation so: „Gott wollte Konrad, da er noch von dem ersten geistlichen Eifer glühte, abberufen und ihn nicht lange der Versuchung aussetzen, seine Söhne in fürstlichen Ehren, seine früheren Dienstmannen in Glanz und Pracht zu sehen, während er selbst ganz arm war, und ließ ihn daher bald aus der,bösen Welt’ in die verdiente Seligkeit eingehen.“
Von 1145 bis 1217 wurden zehn Mitglieder der wettinischen Familie aus vier Generationen in zwei Reihen unter dem Fußboden des Kirchenmittelschiffes zwischen dem zweiten und dritten Pfeilerpaar beigesetzt. Obwohl Konrad der Große die Stiftskirche zur Erbgrablege seiner Familie bestimmt hatte, war er der erste und gleichzeitig der letzte Markgraf von Meißen, der hier begraben wurde.

### Neuzeit
Nach der Reformation wurde aus dem säkularisierten Besitz des Klosters das kursächsische Amt Petersberg gebildet. Am 31. August 1565 wurde der Kirchturm durch einen Blitzeinschlag und die Stiftskirche mit vielen Wirtschaftsgebäuden durch den darauffolgenden Brand beinahe vollständig zerstört. Dabei wurden auch die wettinischen Särge stark in Mitleidenschaft gezogen. Die Stiftskirche wurde restauriert, die Pfeilerteilung des Mittelschiffs jedoch weiter auseinander gestellt. Kurfürst August von Sachsen ließ 1567 über den Gräbern seiner Ahnen darüber hinaus das Kenotaph Domus Sepulturae von Hans Walther II erbauen.
1697 kam das Amt Petersberg durch Verkauf an Brandenburg-Preußen und wurde dem Saalkreis im Herzogtum Magdeburg angegliedert. Erst als sich Anfang des 19. Jahrhunderts Goethe und Schinkel nach einem Besuch für eine Sicherung der Ruine einsetzten, kam es 1853 bis 1857 mit Mitteln des preußischen Staates zur fast originalgetreuen Rekonstruktion (Stand: 1565) der Stiftskirche St. Petrus. Das später errichtete Kenotaph versetzte man deshalb an die Westwand der Stiftskirche, wobei auch die Sandsteinsärge geöffnet wurden. Neue Grabplatten, fünf mit Personenreliefs (Konrad der Große, Lukardis und ihre drei Söhne in Lebensgröße), wurden angefertigt; auf den übrigen sind nur Kreuze mit Schmuckelementen zu sehen. Die Grabkapelle riss man ab. Unter Anwesenheit des preußischen Königs Friedrich Wilhelm IV. fand am 8. September 1857 die feierliche Einweihung der rekonstruierten Stiftskirche St. Petrus statt.
Nach zunehmendem Verfall und größer werdenden Witterungsschäden wurde 1965–1966 das Dach mit Schiefer neu eingedeckt und anschließend im Innern eine umfassende Renovierung vorgenommen. Neben der Ausmalung und Herausnahme der Ausstattung von 1857 erfolgte die Rückführung des Chorfußbodens auf den mittelalterlichen Horizont und die Verlegung neuer Ziegelplatten in der gesamten Klosterkirche. Während der bis 1971 dauernden Gesamtinstandsetzung fanden archäologische Untersuchungen durch die Deutsche Akademie der Wissenschaften zu Berlin, Arbeitsstelle Kunstgeschichte statt. Infolgedessen wurden die Grabplatten aus dem Mittelschiff entfernt und an der Süd- und Westwand der Stiftskirche in der Reihenfolge von links nach rechts platziert: Luitgard (Lukardis), Konrad der Große, Mathilde, Heinrich I., Heinrich II., Dietrich III., Friedrich I. und Heinrich III. Die ursprüngliche Grabstelle markieren seitdem die im Fußboden eingelassenen, schlichten Steinplatten mit Namen und Todesjahr.

Nagelkreuz von Coventry in der Stiftskirche Petersberg

Nach der Wende wurde die Stiftsbasilika St. Petrus an die Straße der Romanik angeschlossen. Seit März 1999 leben Brüder und seit Oktober 2012 auch Schwestern der evangelisch-lutherischen Communität Christusbruderschaft Selbitz in der alten Stiftsanlage. Der 2008 begonnene Erweiterungsbau mit einem neuen Andachtsraum wird genutzt.
Die Klosteranlage ist Eigentum der Kirchlichen Stiftung Petersberg.
Seit 2014 ist die Stiftskirche Petersberg ein Zentrum der internationalen Versöhnungsgemeinschaft Nagelkreuz von Coventry.

## Communität Christusbruderschaft Selbitz
Die Communität Christusbruderschaft Selbitz ist ein Orden innerhalb der Evangelisch-Lutherischen Kirche in Bayern. Mit drei öffentlichen Gebetszeiten in der Stiftskirche St. Peter lädt sie Gäste und Menschen aus der Umgebung ein zum täglichen Gebet. Es werden Ora-et-labora-Wochen, Einkehrtage, Besinnliche Wochenenden, Fasten- und Schweigeretraite, Ignatianische Einzelexerzitien und Kontemplative Kurzexerzitien, Pilgertage und Meditativer Tanz sowie Seelsorgewochen angeboten. Auch Einzelgäste, die sich eine Zeit der Stille und Einkehr gönnen möchten, gibt die Communität als herzlich willkommen an.